# Задубина
Задубина (укр. Задубина) — село в Бобрской городской общине Львовского района Львовской области Украины.
Население по переписи 2001 года составляло 68 человек. Занимает площадь 1,26 км². Почтовый индекс — 81225. Телефонный код — 3263.